# Транс (музыкальный жанр)
Транс (англ. trance) — поджанр электронной танцевальной музыки, который появился в 1990-е годы. Стиль получил такое название из-за повторяющихся музыкальных фраз, прогрессий, секвенций и остинато, которые могут погружать слушателя в состояние транса. Характерные признаки: гимны, повторяющиеся музыкальные фразы, арпеджио, минорные гаммы, внимание к тембрам и гармоническим партиям, темп как правило от 135 до 150 ударов в минуту. Сейчас понятие «транса» музыке в основном используется как собирательный термин для множества его подстилей: гоа-транс, прогрессив-транс, психоделический транс, аплифтинг-транс, евротранс и других.
Музыка стала зарождаться в конце 80-х. Большую популярность транс стал приобретать в начале 90-х в Европе, в таких странах как Германия, Нидерланды, Франция, Бельгия и Великобритания. На формирование и развитие его оказали важнейшее влияние такие направления музыки, как Техно и Психоделическая музыка 70-х.
Транс может звучать на танцевальных мероприятиях как под открытым небом, так и на различных закрытых площадках.
Транс очень разносторонний и разнообразный стиль музыки. Его также можно исполнять на акустических (не электронных) инструментах. Транс — это также субкультура, часть субкультуры электронной танцевальной музыки.

## История
Слово «Транс» обозначает эмоциональные чувства, переживаемые слушателем. Редактор музыкального журнала Billboard написал: «Транс музыка это смесь диско 70-х и психоделики 60-х».
Один из примеров раннего транса является песня британской группы The KLF «What time is love?(Pure Trance)». Немецкий дуэт Dance 2 trance, выпустивший трек «We came in peace» в 1990 году.

## Особенности транса
Транс может быть определен как мелодичный более или менее свободный стиль музыки.
Треки в этом стиле зачастую отличаются гипнотическим воздействием (отсюда название «транс»), а также могут выступать в качестве гимна — обладать торжественным мотивом.
Из-за большого разнообразия направлений, выделившихся внутри данного стиля музыки, достаточно сложно выделить точные признаки жанра.
Композиция в этом стиле как правило состоит из короткой повторяющейся мелодии, бас-линии, простой ударной партии (бас-барабан звучит на каждую долю такта) и нескольких партий, выполненных в одной из характерных техник: арпеджио, транс-гейт (прерывистое звучание нот) и Chordes/Drops (одновременное нажатие нескольких клавиш в 1—4 октавы).
Определение Андрея Горохова
Музыкальный критик Андрей Горохов в своей книге 2003 года «Музпросвет» пишет:

Летом 1992 года слово «транс» вдруг вошло в массовый обиход. Трансом стали называть мелодичную электронную музыку, которая не била по башке, как тупое техно, а влекла за собой. Ритм стал очень легким, а общая атмосфера — воздушной и прозрачной. Если плотный саунд техно можно сравнить с железобетонной колючей скульптурой, которая давит своей массивностью и твердыми краями, то транс — это вид из окна на голубые дали. <…>

Нежные атмосферные гуделки и психоделические переливы, на фоне которых несутся серебряные синтезаторные аккорды, дует ветер, шумит водопад, ревёт лев и ласково стучат барабаны диких африканских племен, уже вовсю применялись в музыке стиля нью-эйдж. Транс и есть не что иное, как слегка ускоренный нью-эйдж. Поэтому новая «техно-мода» была ни чем иным, как удавшейся попыткой гигантов звукоиндустрии навязать новому поколению потребителей саунд середины 80-х. Но возможна и прямо противоположная точка зрения — новое поколение потребителей наконец-то доросло до понимания красот и чудес психоделического нью-эйджа.— Андрей Горохов. [lib.ru/CULTURE/MUSIC/GOROHOW/muzprosvet.txt Музпросвет]